# Only Lovers Left Alive
Only Lovers Left Alive er en fantasy-comedydrama fra 2013 skrevet og instrueret af Jim Jarmusch med Tilda Swinton og Tom Hiddleston i hovedrollerne. Filmen er en international co-produktion mellem Storbritannien, Tyskland og Frankrig. Filmen fokuserer på en romance mellem to vampyrer og blev nomineret til Guldpalmen ved Cannes Film Festival.

## Medvirkende
- Tom Hiddleston som Adam
- Tilda Swinton som Eve
- Mia Wasikowska som Ava
- John Hurt som Marlowe
- Anton Yelchin som Ian
- Jeffrey Wright som Dr. Watson
- Slimane Dazi som Bilal
- Carter Logan som Scott